# Museo Archeologico Eoliano
Das Museo Archeologico Eoliano („Archäologisches Museum der Äolischen Inseln“) liegt auf der Insel Lipari im Tyrrhenischen Meer nördlich von Sizilien. Das Regionalmuseum wurde unter Leitung von Luigi Bernabò Brea 1954 gegründet, der von 1939 bis 1973 Soprintendente della Sicilia Orientale war. Daher ist es auch als Museo archeologico regionale eoliano "Luigi Bernabò Brea" bekannt, wird aber auch als Museo archeologico regionale eoliano Lipari bezeichnet.

## Allgemeines
Das Museo Archeologico Eoliano liegt im Ort Lipari auf einem 60 m hohen Fels innerhalb einer Festungsanlage, die im 16. Jahrhundert unter Karl V. errichtet wurde. Die Mauern der Festungsanlage umschließen außer dem Dom und der Jugendherberge auch das Archäologische Museum. Es ist im Bischofspalast und in einigen anderen Gebäuden untergebracht, so in der Kirche S. Caterina (Magazin des Museums).
Im Laufe der Zeit bildete sich auf Lipari eine Schicht von bis zu 9 m vulkanischen Staubes. In diesem Staub finden sich Zeugnisse menschlichen Lebens seit dem Mesolithikum. Durch Vergleiche mit Funden aus anderen Orten ist eine zeitliche Zuordnung der Funde gut möglich.

## Das Museum

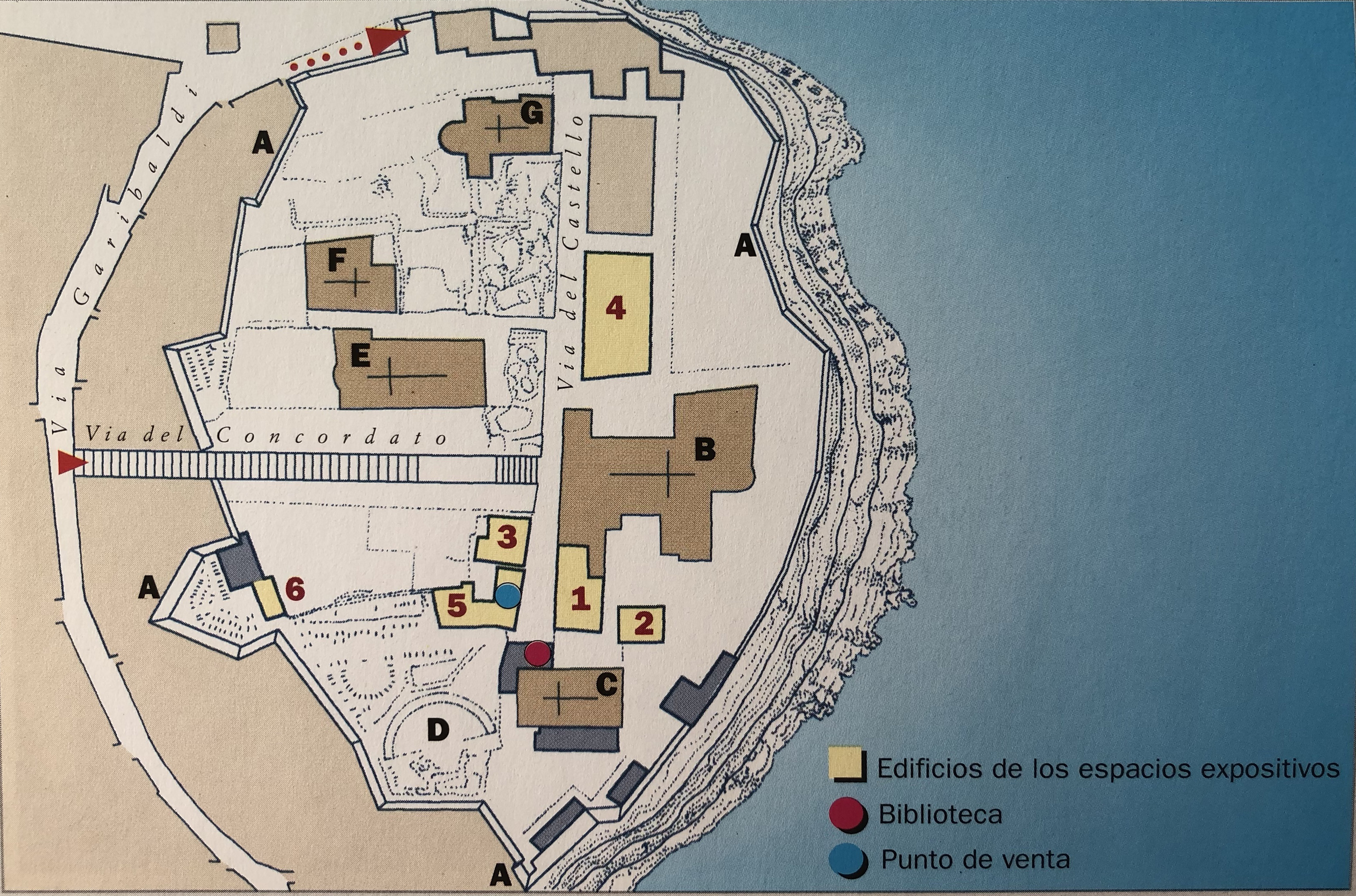
Plan des Museums:
1. Prähistorie
2. Epigrafik
3. Abteilung der kleineren Inseln
4. Klassische Archäologie
5. Vulkanologie
6. Quartärpaläontologie
A: Befestigung der spanischen Epoche
B: S. Bartolomeo, Kathedrale und Kloster
C: Kirche Madonna delle Grazie
D: Archäologischer Park
E: Kirche Maria SS Immacolata
F: Kirche Maria SS Addolorata
G: Kirche Santa Caterina

Die Hauptausstellung befindet sich im ehemaligen Bischofspalast. Das Museum birgt vor allem Funde, die aus Grabungen stammen, die auf den Liparischen Inseln durchgeführt wurden. Unter den bedeutendsten Archäologen, die zu diesem Kulturschätzen beitrugen war neben Brea Madeleine Cavalier.

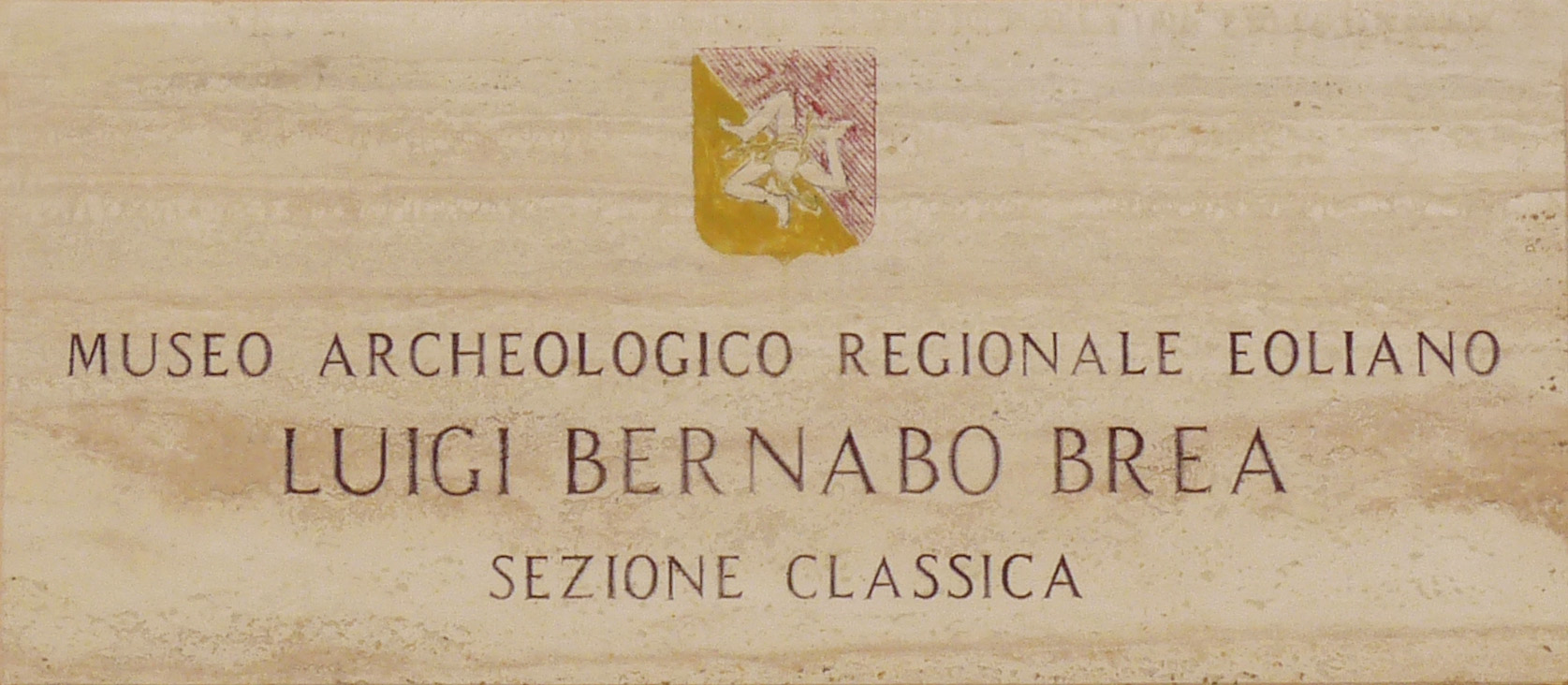
Eingangsschild zur Klassischen Sektion

Die etwa 40 Säle des Museums repräsentieren einerseits die Epochen, also Urgeschichte, archaische, klassische und römische Periode, dann Unterwasserarchäologie, Inschriften, Vulkanologie und Paläontologie und schließlich Funde von den kleineren Inseln, wie Panarea und Filicudi.

### Bischofspalast

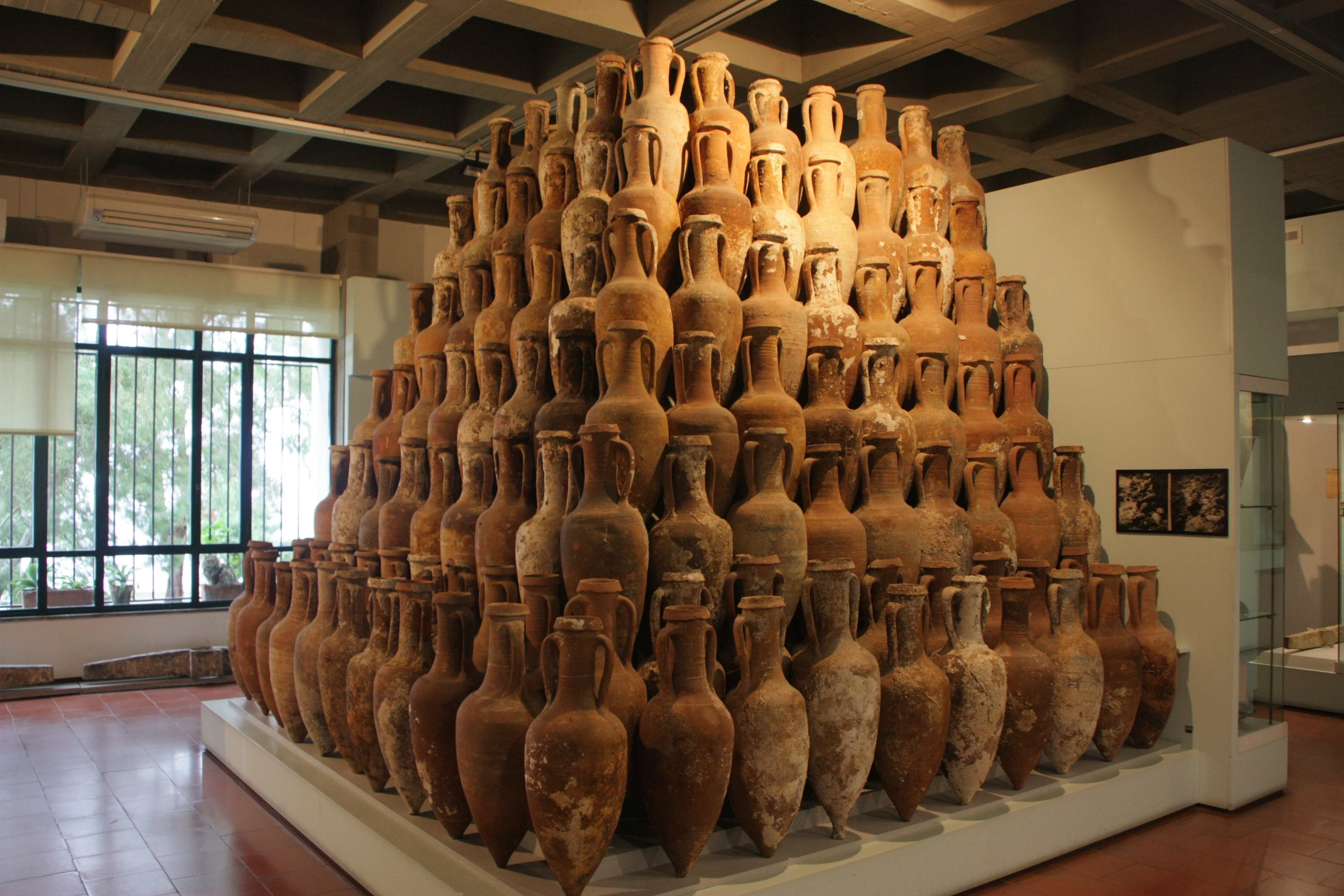
Amphoren im Museum

Im Saal I befinden sich Keramiken aus der Zeit von der Mitte des 5. Jahrtausends bis zur Mitte des 4. Jahrtausends v. Chr. Gegenstände aus dem nachfolgenden Jahrtausend (Mitte 4. bis Mitte 3. Jahrtausend v. Chr.) befinden sich in den Sälen II und III. Es sind hauptsächlich Gefäße der Serra d'Alto-Kultur. In den Sälen IV und V werden Keramiken der Kultur von Piano Conte gezeigt.
Gegenstände ab 2000 v. Chr. (Beginn der Bronzezeit) werden in Saal VI gezeigt. Im Erdgeschoss liegt der Saal VII mit Keramiken der Ausonier. In diesem Saal und dem Saal VIII wird auch die Zweite Ausonische Kultur dokumentiert. Der Zeitraum begann etwa ab 1125 v. Chr. und endete mit der Zerstörung der Orte um 850 v. Chr.
Ab 580 v. Chr. landeten die Griechen auf Lipari und siedelten dort. Funde aus dieser Zeit werden im Saal X ausgestellt.

### Nebengebäude
Das dem Bischofspalast gegenüber liegende Gebäude enthält Fundstücke von den umliegenden Inseln. In dem neben dem Bischofspalast liegenden Gebäude werden die Geologie der Liparischen Inseln und der Vulkanismus erklärt. In einem weiteren Nebengebäude sind die Fundstücke der Unterwasserarchäologie und einiger Nekropolen ausgestellt. So befindet sich in dem Museum die einzige bekannte Nekropole aus der Zeit um 1400–1270 v. Chr. Weiter befinden sich große Pithoi (Tongefäße) in den Sälen XVI und XVII. In diesen Pithoi lagen die Toten analog einem Embryo, was auf den Wunsch der Wiedergeburt schließen lässt.
In den weiteren Sälen befinden sich weitere Nekropolenfundstücke aus jüngerer Zeit so wie Tonsärge aus dem 6. Jahrhundert v. Chr. Weiter befinden sich dort Gegenstände aus den Ausgrabungen von ca. 2000 Grabstätten auf Lipari.